# شعار جمهورية إستونيا الاشتراكية السوفيتية
اعتمد شعار جمهورية إستونيا الاشتراكية السوفيتية من قبل السلطات الستالينية بعد أن احتل الاتحاد السوفيتي إستونيا وضمها في أغسطس 1940. يتميز الشعار بشروق الشمس مع إشارات الشمس، والمطرقة والمنجل لانتصار الشيوعية و"مجتمع الدول الاشتراكية في جميع أنحاء العالم"، والنجمة الحمراء لتمثيل الانتماء إلى الشيوعية. يتكون الشعار بشكل أساسي من الألوان الأحمر والأصفر والأخضر.
في الجزء السفلي يُقرأ النص المتشابك باللغة الإستونية Eesti NSV (باللغة الإستونية Eesti Nõukogude Sotsialistlik Vabariik، جمهورية إستونيا الاشتراكية السوفيتية). إلى اليمين، تحيط سيقان الجاودار بمركز شعار النبالة، وإلى اليسار يتقوس فرع شجرة صنوبرية.
تحمل اللافتة شعار دولة اتحاد الجمهوريات الاشتراكية السوفيتية (أيها البروليتاريون من جميع البلدان، اتحدوا!) باللغتين الإستونية (õigi maade proletaarlased، ühinege!) والروسية (Пролетарии всех стран، соединяйтесь! Proletarii vsekh stran، soyedinyaytes'!).
توقف الاستخدام الرسمي للشعار السوفيتي في إستونيا عام 1990، حيث عادت البلاد إلى شعار النبالة الأصلي لإستونيا المستقلة إلى جانب الرموز الوطنية الأخرى، التي تم حظر عرضها في ظل الحكم السوفيتي.